# 佐藤美保
佐藤 美保（さとう みほ、旧姓：杉森、1978年4月14日 - ）は、日本の女子陸上競技選手。800mの室内アジア記録保持者、4×400mリレー、800m、1500m、1000mの元日本記録保持者である。

## 人物・経歴
三重県伊勢市で生まれ、埼玉県大宮市（現在のさいたま市西区）で育つ。大宮市立土屋中学校、星野女子高等学校を経て、東京学芸大学卒業後、京セラに入社。
入社後、中距離の才能を見出した監督の大森国男に800mへの転向を勧められるまでは、主にロングスプリントに取り組んでいた。当初は400mに未練があったのでシフトしなかったが、スーパー陸上の400mで53秒台を出してからは未練がなくなり、800mに転向する形となった。

### 世界への飛躍
2003年2月の日中対抗室内大会で800mを2分00秒78で走り、室内アジア記録を更新。当時の屋外日本記録をも上回ったこの記録により、同年の世界室内選手権出場権を獲得。準決勝では、マリア・ムトラやステファニー・グラフら強豪からラップを奪う積極的な走りを見せ、ベスト12に入った。
翌2004年の日本選手権800mで当時（屋外）日本記録保持者の西村美樹と対決。序盤から独走するレースを展開して2分00秒46で走り、晴れて（屋外の）日本記録保持者（当時）となり、アテネ五輪出場を決めた。これにより、日本の女子800mでは40年ぶりのオリンピック出場となった。
2005年の日本選手権800mでも同様の独走レースを展開して日本記録（当時）を0秒01更新し、世界陸上ヘルシンキ大会出場を決めた。

### 世界陸上ヘルシンキ大会以後
所属する京セラ陸上部は、会社の方針として、マラソンや駅伝を強化する方向にシフト。中距離の選手だった杉森は、世界陸上大阪大会と北京五輪に出場し、400mと800mで好成績を残すという目標を実現させるため、2007年2月に退社。川本和久が監督として率いるナチュリル陸上部に移籍した。
私生活では、転属した2007年7月7日、中国電力所属のマラソン選手・佐藤敦之と結婚した。しかし互いに異なった場所を練習拠点に北京五輪出場を目指していたため結婚後も別居状態であった。
2008年の日本選手権800mでは2分05秒37で優勝するも、北京五輪参加標準記録A（A標準、2分00秒00）に届かず、敦之との夫婦同時五輪出場はならなかった（このとき佐藤は夫に謝るようなポーズでのゴールとなった）。
2008年10月23日には敦之のサポートに専念するために競技生活を一時離れ休養し、同年いっぱいでナチュリル陸上部を退部することを発表した。
2014年2月、敦之の京セラ女子陸上競技部就任とともに、美保のコーチ就任もあわせて報道された。同年4月1日、正式に監督に就任。美保も同時にコーチに就任した。2020年8月31日付けで夫の敦之が監督を辞任したのと同時に美保もコーチを辞任した。

## 主な成績

### 400メートル
- 1996年　日本選手権　第6位
- 1997年　日本選手権　第3位
- 1997年　アジアジュニア　第4位
- 1998年　日本選手権　第4位
- 1999年　日本選手権　準優勝
- 2000年　日本選手権　第3位
- 2001年　日本選手権　第3位

### 800メートル
- 2002年　日本選手権　準優勝
- 2002年　アジア選手権　優勝
- 2004年　日本選手権　優勝
- 2005年　日本選手権　優勝
- 2005年　アジア選手権　優勝

## 自己記録
- 400m　53秒97
- 800m　2分00秒45（日本歴代2位、元日本記録）
- 1000m　2分41秒08（日本歴代2位、元日本記録）
- 1500m　4分09秒30（日本歴代4位、元日本記録）
- 3000m　9分17秒51